# 尼纳贤治
尼纳贤治（日语：／ Nener Kenji，1993年5月26日—），澳大利亚、日本男子铁人三项运动员，2021年4月取得日本国籍，之后开始代表日本参赛，曾参加2020年夏季奥林匹克运动会，也曾获得2022年亚洲运动会男子个人金牌。